# Étienne Drumel
Étienne Drumel,  plus exactement Etienne Hubert Ernest Drumel (Ernest étant son prénom d'usage), né le 25 janvier 1844 à Faissault (Ardennes) et mort le 22 novembre 1897 à Neuvizy (Ardennes), est un juriste et homme politique français.

## Biographie
Agrégé de droit, il enseigne le droit romain à la faculté de Douai, puis devient doyen de la faculté de Lille. Conseiller général du canton de Novion-Porcien, il est député des Ardennes de 1876 à 1885, siégeant au centre gauche. Il est l'un des 363 qui refusent la confiance au gouvernement de Broglie. Il est sénateur des Ardennes de 1893 à 1897. Il s'intéresse aux questions juridiques.

## Publications
- Du terme en droit romain et en droit français, thèse pour le doctorat, soutenue le 11 août 1868 à la Faculté de droit de Paris, Paris ; impr. de V. Goupy, 1868, 1 vol., 227 p. .

### Sources & bibliographie
- « Étienne Drumel », dans Adolphe Robert et Gaston Cougny, Dictionnaire des parlementaires français, Edgar Bourloton, 1889-1891 [détail de l’édition]
- « Étienne Drumel », dans le Dictionnaire des parlementaires français (1889-1940), sous la direction de Jean Jolly, PUF, 1960 [détail de l’édition]